# Bundesverband Bioenergie
Der Bundesverband Bioenergie e. V. (BBE) ist der Dachverband der Bioenergie mit Sitz in Bonn. Er wurde 1998 gegründet, um der Vielfalt der Bioenergie mit all ihren Erscheinungsformen und Technologien im Strom-, Wärme- und Verkehrssektor eine wirksame Vertretung in Politik und Gesellschaft zu verleihen.
Der Verband analysiert die politischen und ökonomischen Rahmenbedingungen und versucht, die Positionen der Branche zu vertreten. Inhaltlich werden die Positionen durch die Mitglieder selbst in Kongressen und Veranstaltungen erarbeitet. Hierzu stellt der Verband seinen Mitgliedern regelmäßig Informationen zur Bioenergie aus den Bereichen Wirtschaft, Politik und Wissenschaft zur Verfügung.
Der Bundesverband Bioenergie e.V ist Mitglied im Bundesverband Erneuerbare Energie.